# أوليفر إيكن هاولاند
أوليفر إيكن هاولاند هو سياسي كندي، ولد في 18 أبريل 1847 في أونتاريو في كندا، وتوفي في 9 مارس 1905. نشط حزبياً في حزب أونتاريو المحافظ التقدمي. وقد انتخب عمدة تورونتو ‏ (1901 – 1902) وانتخب عضو برلمان مقاطعة أونتاريو ‏.